# Años 470 a. C.
Los años 470 antes de Cristo transcurrieron entre los años 479 a. C. y 470 a. C. 

## Acontecimientos
- 479 a. C.: Batalla de Platea.
- 479 a. C.: Un terremoto de 7,0 sacude el norte del mar Egeo desencadenando el tsunami más antiguo registrado en la historia.
- 477 a. C.: termina el reinado del cuarto emperador de Japón, Itoku.
- 478-476 a. C.: en Atenas se reconstruyen las murallas.
- 475-250 a. C.: la cultura turdetana alcanza su máximo esplendor.
- 475 a. C.: empieza el reinado del quinto emperador de Japón, Kōshō.
- 475 a. C.: El cónsul romano Publio Valerio derrota al ejército coaligado de sabinos y etruscos en Veyes.

## Fallecimientos
- 478 a. C. (fecha tradicional, más posiblemente en el 420 a. C.): Buda, religioso nepalí, fundador del budismo (n. 500 a. C.).
- 477 a. C.: Majavirá, religioso indio, fundador del yainismo (n. 549 a. C.).
- 477 a. C.: muere a la edad de 77 años, el cuarto emperador de Japón, Itoku.